# Pisidisch

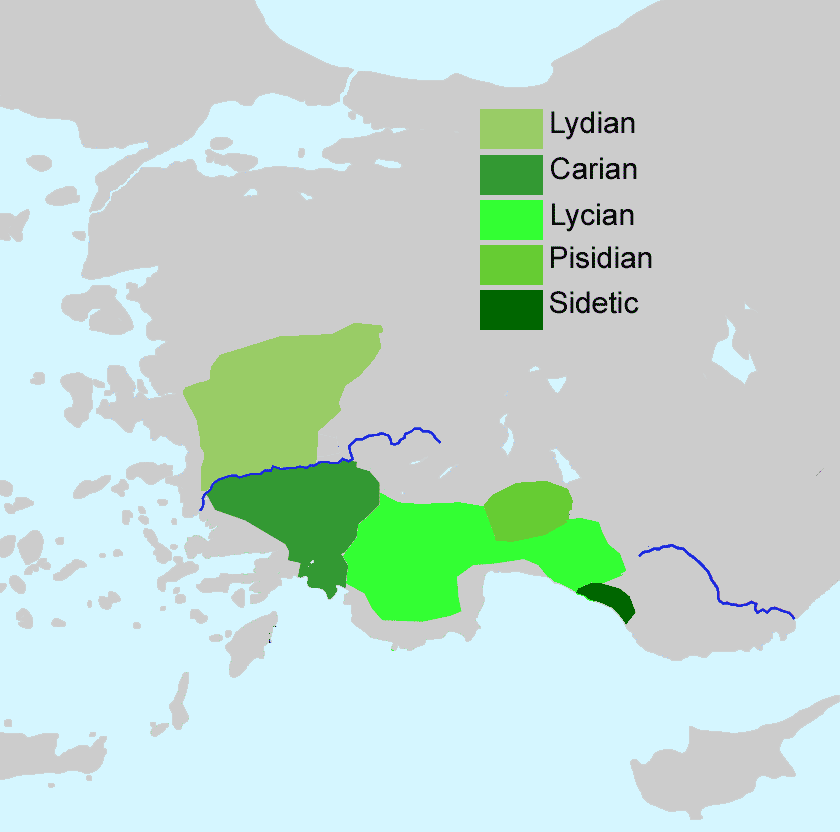
Pisidisch

Pisidisch is een dode taal die behoorde tot de Anatolische tak van de Indo-Europese taalfamilie. De taal ontleent haar naam aan het gebied Pisidië in het zuiden van het huidige Turkije, waar het gesproken werd. Het Pisidisch is slechts bekend door een dertigtal korte grafschriften (eigennamen) in een aan het Griekse alfabet verwante schrift, daterend van de derde en tweede eeuw v.Chr.
Op basis van de grafschriften is het Pisidisch geclassificeerd als taal die behoort tot de Anatolische talen, waarschijnlijk tot de Luwische tak. De taal heeft veel overeenkomsten met Lycisch en Sidetisch. Mogelijk was het een tak van het Lycisch, maar de exacte indeling van de taal is onzeker. Pisidisch bevat naast Anatolische namelijk ook Frygische elementen en er is geopperd dat de taal een synthese zou zijn van Anatolische talen, Frygisch en niet-Indo-Europese talen in Anatolië.
Pisidisch heeft een SOV-volgorde. De ISO 639-3 code van het Pisidisch is xps.